# Menometroragija
Menometroragija je naziv poremećaja menstrualnog ciklusa kojeg karakterizira obilno i produljeno krvarenje iz maternice koje se javlja u nepravilnim vremenskim razmacima i češće, nego normalna mjesečnica. Uzrok ovog poremećaja mogu biti brojna stanja kao što su na primjer: poremećaji ravnoteže hormona, endometrioza ili karcinom.